# Liste des gares de l'Isère
 (décembre 2022).
Si vous disposez d'ouvrages ou d'articles de référence ou si vous connaissez des sites web de qualité traitant du thème abordé ici, merci de compléter l'article en donnant les références utiles à sa vérifiabilité et en les liant à la section « Notes et références ».
La liste des gares de l'Isère est une liste non exhaustive des gares ferroviaires de ce département français.

## A
- Gare des Abrets - Fitilieu

## B
- Gare de Beaucroissant
- Gare de Bourgoin-Jallieu
- Gare de Brignoud

## C
- Gare de Cessieu
- Gare de Châbons
- Gare de Chasse-sur-Rhône
- Gare de Clelles - Mens

## E
- Gare d'Échirolles
- Gare d'Estressin

## G
- Gare de Grenoble-Universités-Gières
- Gare de Goncelin
- Gare du Grand-Lemps
- Gare des Grands Balcons
- Gare de Grenoble

## I
- Gare de L'Isle-d'Abeau

## J
- Gare de Jarrie - Vizille

## L
- Gare de La Mure
- Gare de Lancey

## M
- Gare de Moirans
- Gare de Moirans-Galifette
- Gare de Monestier-de-Clermont
- Gare du Musée La Mine Image

## P
- Gare du Péage-de-Roussillon
- Gare de Poliénas
- Gare de Pont-de-Beauvoisin
- Gare de Pont-de-Claix
- Gare de Pontcharra-sur-Bréda - Allevard

## R
- Gare de Réaumont - Saint-Cassien
- Gare de Rives

## S
- Gare de Saint-André-le-Gaz
- Gare de Saint-Clair - Les Roches
- Gare de Saint-Égrève-Saint-Robert
- Gare de Saint-Georges-de-Commiers
- Gare de Saint-Hilaire - Saint-Nazaire
- Gare de Saint-Marcellin (Isère)
- Gare de Saint-Quentin-Fallavier

## T
- Gare de La Tour-du-Pin
- Gare de Tullins-Fures

## V
- Gare de La Verpillière
- Gare de Vienne
- Gare de Vif
- Gare de Vinay
- Gare de Virieu-sur-Bourbre
- Gare de Voiron
- Gare de Voreppe